# Friedrich von Duhn

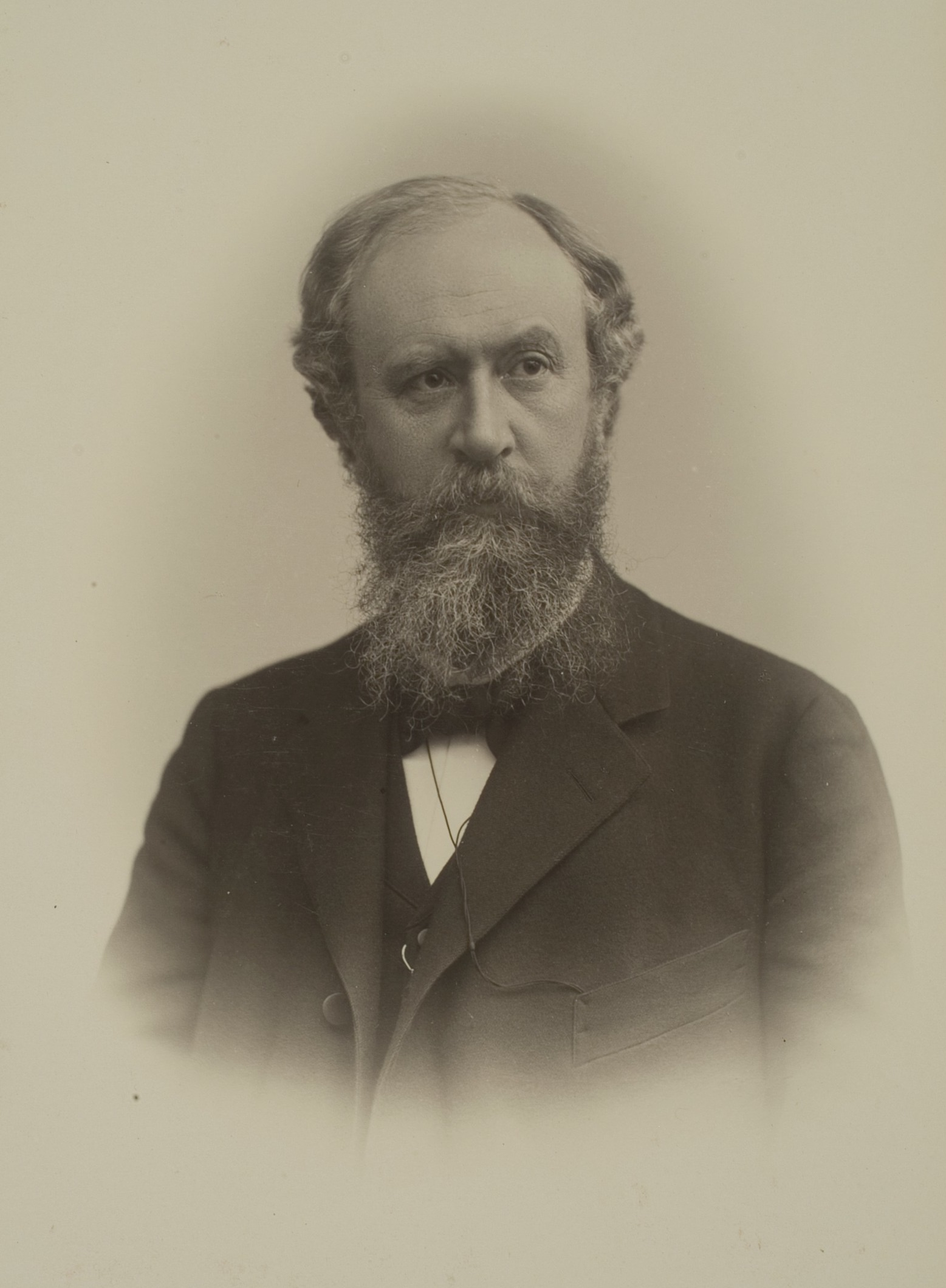
Fotografie von Friedrich von Duhn

Friedrich Carl von Duhn (* 17. April 1851 in Lübeck; † 5. Februar 1930 in Heidelberg) war ein deutscher Klassischer Archäologe und von 1880 bis 1919 Professor am Archäologischen Institut der Ruprecht-Karls-Universität Heidelberg.

## Herkunft, Leben und Familie
Friedrich von Duhn stammte aus einer alten Schiffer- und Kaufmannsfamilie. Sein Vater Carl Alexander von Duhn (1815–1904) war Richter am Hanseatischen Oberlandesgericht in Hamburg, seine Mutter war Anna Margaretha Heineken (1821–1901); der väterliche Großvater Johann Hermann von Duhn war Senator der Hansestadt Lübeck; der mütterlicherseits, Friedrich Wilhelm Heineken, Senator und Syndicus der Freien Hansestadt Bremen. Sein Taufpate war der Rechtsgelehrte Friedrich Carl von Savigny.
1880 heiratete er in Neapel Florence Wolffson (* 22. Juli 1860 in Bradford; † 26. August 1881 in Heidelberg). Der gemeinsame Sohn August Wilhelm (* 24. August 1881 in Heidelberg) fiel am 24. September 1914 bei Douai. 1882 heiratete er in zweiter Ehe Marie Babette Josefine Anna von Boeckmann (* 25. Januar 1857 in Baden-Baden; † 7. Mai 1928 in Heidelberg). Das Paar hatte zwei Söhne und zwei Töchter: Carl-Christian Waldemar (1883–1884), Carl-Hans Waldemar (1885–1951), Clara (1886–1973), die den Kunsthistoriker Fritz Burger heiratete, und die Kunsthistorikerin Maria Elisabeth (1896–1966), Ehefrau von Friedrich Jakob Hepner (1890–1970).
Friedrich von Duhn, der 1902 zum Hofrat, 1905 zum Geheimen Hofrat, 1917 schließlich zum Geheimen Hofrat 2. Klasse ernannt wurde, fand seine letzte Ruhe auf dem Bergfriedhof in Heidelberg in der Abteilung O. Die Grabstätte wird von einem Findling geschmückt. „Ursprünglich stand auf dem Grab eine antikisierende Reliefstele. Die Stele aus Paros-Marmor zeigte die Darstellung eines Mädchens mit zwei Tauben. Diese für die erste Frau Duhns, Florence Wolffson, errichtete Stele (geschaffen von Constantin Daub, einem mit Duhn befreundeten Bildhauer in Rom) war die Kopie eines 1875 auf Paros gefundenen antiken Werks aus der Mitte des 5. Jahrhunderts v. Chr., das man früher für eine Schöpfung des großen griechischen Bildhauers Phidias hielt. Bedauerlicher Weise ist die originale Stele in den 1960er Jahren irrtümlicherweise abgeräumt worden und abhanden gekommen, das vorzufindende Grabmal ist ein von der Friedhofsverwaltung gestellter Ersatzstein.“

## Akademische Laufbahn und Lehre
Schon der Vater, der bei Jacob Grimm und Karl Otfried Müller studiert hatte, hatte Neigungen zur Altertumswissenschaft gezeigt. Friedrich von Duhn studierte dieses Fach nach dem Abitur am Katharineum zu Lübeck zu Ostern 1870 seit dem Sommersemester 1870 an der Universität Bonn bei Hermann Usener, Reinhard Kekulé und Franz Bücheler. Am 6. August 1874 wurde er mit der Dissertation De Menelai itinere Aegyptio Odysseae carminis IV. episodio quaestiones criticae – einer Arbeit über die Ägyptenfahrt des Menelaos im 4. Gesang der Odyssee – promoviert und reiste 1875 bis 1877 mit dem Reisestipendium des Deutschen Archäologischen Instituts durch Italien, Sizilien und Griechenland. Im Jahr 1879 wurde er an der Universität Göttingen bei Friedrich Wieseler habilitiert und zum Privatdozenten ernannt. 1880 wurde er in Nachfolge des 1879 verstorbenen Karl Bernhard Stark zum ordentlichen Professor für Klassische Archäologie an der Universität Heidelberg berufen. Unter seiner Leitung nahm das Archäologische Institut der Universität einen erheblich Aufschwung, indem es um Abteilungen für Alte Geschichte und Kunstgeschichte erweitert wurde. Für den neu geschaffenen Lehrstuhl in Alter Geschichte konnte 1887 Alfred von Domaszewski gewonnen werden, für die Kunstgeschichte 1894 Henry Thode. 1911/1912 war Friedrich von Duhn Prorektor der Universität Heidelberg; 1886/1887, 1895/1896 und 1915/1916 Mitglied des Engeren Senats und Dekan der Philosophischen Fakultät. 1919 wurde er emeritiert und zugleich zum Honorarprofessor ernannt. Sein Nachfolger als Ordinarius wurde 1920 Ludwig Curtius. Seine letzte Vorlesung hielt von Duhn im Wintersemester 1929/1930.
Die archäologischen Sammlungen der Heidelberger Universität und hierbei insbesondere die Sammlung antiker Kleinkunst – sowohl bei den Originalen als auch bei den Abgüssen – erfuhren während der vier Jahrzehnte, die Friedrich von Duhn das Archäologische Institut leitete und der Sammlung vorstand (1880–1920) den größten Zuwachs ihrer Geschichte. Er war es, der durch Neuerwerbungen die Heidelberger Sammlung antiker Kleinkunst zu einer der bedeutendsten Lehrsammlungen an deutschen Universitäten ausgebaut hat und von rund 500 auf rund 700 Exemplare erweiterte, darunter Abgüsse des Parthenonfrieses. Um diesen Zuwachs unterzubringen, wurden Nachbarhäuser des Instituts erworben und anlässlich der 500-Jahr-Feier der Universität 1885 ein Oberlichtsaal errichtet, um die Platten des Parthenonfrieses angemessen ausstellen zu können. Die Abguss-Sammlung, mittlerweile auf fast 500 Exponate angewachsen, wurde durch ihn 1887 erstmals durch einen Katalog erschlossen, der bis 1913 in sechs aktualisierten Auflagen erschien.
Darüber hinaus widmete er sich dem Ausbau der Bibliothek und dem Aufbau einer Photothek. Für die Studierenden aller Fakultäten wurden Zeichen- und Fotokurse eingeführt. Großen Wert legte er zudem auf Exkursionen, die nicht nur in andere Sammlungen Deutschlands, sondern als „Studienreisen badischer Philologen“ bis nach Kleinasien und Tunesien führten. Zu seinen bedeutenden Schülern zählten Rudolf Pagenstecher, Friedrich Pfister, Carl Schuchhardt, Bernhard Schweitzer, Ernst Wahle, Wilhelm Weber, Otto Weinreich und Robert Zahn.
Friedrich von Duhn gehörte 1914 zu den Unterzeichnern des Manifests der 93, in dem 93 prominente Deutsche unter dem Titel An die Kulturwelt! die Alleinschuld Deutschlands am Ersten Weltkrieg bestritten. Zum Sommersemester 1919 wurde er emeritiert und gleichzeitig zum Honorarprofessor ernannt. Für Tonio Hölscher zeugten noch fast sechzig Jahre nach von Duhns Tod dessen Schüler von „Weite und Liberalität seiner Lehre“.

## Forschungen
Bereits im Verlauf seiner ersten Reisen entwickelte Friedrich von Duhn ein ausgeprägtes Interesse an Landeskunde, für deren Erforschung ihm die Ergebnisse der zunehmend wissenschaftlichen Anforderungen genügenden Ausgrabungen wichtige Grundlage waren. Erste Frucht war ein 1876 publizierter Aufsatz über die Nekropolen und ein Heiligtum des antiken Capua. Großes Verdienst erwarb sich von Duhn, der sich zeitlebens mit römischen Reliefs beschäftigte, als er 1879 erkannte, dass einige römische Relieffragmente dem Friedensaltar des ersten römischen Kaisers Augustus, der Ara Pacis Augustae, und damit einem der bedeutendsten Denkmäler des antiken Rom zuzuordnen waren. Bereits 1877 hatte von Duhn während einer mit Habbo Gerhard Lolling unternommenen Griechenlandreise in Olympia den maßgeblichen Hinweis zur Identifizierung des kurz zuvor gefundenen Hermes von Olympia gegeben. Sie führte zu dem berühmten Satz Gustav Hirschfelds: „Meine Herren, wir haben den Praxiteles.“
Gleichwohl waren seine Interessen breiter gestreut. Die ungeheure Vermehrung archäologischer Funde durch die großen Ausgrabungen seiner Zeit ließ ihn die kulturgeographischen Zusammenhänge griechischer und römischer Kultur in größeren Zusammenhängen erkennen: von Nordeuropa bis Südrussland, von Nordafrika bis Indien. Er war der erste deutsche Gelehrte, der Heinrich Schliemann und Wilhelm Dörpfeld in Troja besuchte, sich auf der zweiten Troja-Konferenz 1890 positiv zu deren Interpretation äußerte und deren Lokalisierung der antiken Stadt auf dem heutigen Hisarlık Tepe unterstützte. Er selbst griff mit eigenen Arbeiten in die Erforschung der kretischen und der mykenischen Kultur ein, wandte sich aber verstärkt vor allem der Frühzeit Italiens und Fragen der Etruskologie zu. Mit seinen Aufsätzen vermittelte er ein breiteres Wissen über die diesbezüglichen Ergebnisse italienischer Ausgrabungen und lieferte mit seiner Aufarbeitung zahlreicher Funde der Region eine Arbeitsgrundlage für die Forschung des frühen 20. Jahrhunderts. Für Max Eberts Reallexikon der Vorgeschichte (1924–1932) verfasste er rund 70 Italien betreffende Artikel. Insbesondere den Grabfunden, dem sich in den Funden niederschlagenden Wandel der Grabsitten und den damit verbundenen ethnischen Veränderungen galt sein Augenmerk, das in seinem Hauptwerk, der 1924 erschienenen zweibändigen „Italischen Gräberkunde“, ihren Niederschlag fand. Herausragend war daher die Rolle, die er für die Anerkennung der Vorgeschichte durch die Klassische Archäologie spielte. 
Aufgrund seiner Kennerschaft und seines Rufes wurde Friedrich von Duhn mehrfach für Reisen Wilhelms II. als Berater und Begleiter ausgewählt. Otto von Vacano urteilte 1959, dass von Duhns „genial vereinfachende Schau […] die […] wissenschaftliche Aufbereitung eines außerordentlich umfangreichen, bis dahin vielfach unbekannten und kaum zugänglichen Materials ermöglicht“ habe.

## Ehrungen
1889 wurde er als Ritter 1. Klasse in den Orden vom Zähringer Löwen aufgenommen und erhielt im Folgejahr das Offizierskreuz des Ordens der Heiligen Mauritius und Lazarus. 1907 wurde er in die Russische Archäologische Gesellschaft, 1908 in die Accademia Nazionale dei Lincei in Rom und 1909 als ordentliches Mitglied in die Heidelberger Akademie der Wissenschaften aufgenommen. 1910 erhielt er den griechischen Erlöser-Orden.
Von Duhn war auswärtiges Mitglied der Accademia dei Lincei in Rom.

## Schriften (Auswahl)
Eine umfangreiche Bibliographie Friedrich von Duhns bietet Paolino Mingazzini.
- De Menelai itinere Aegyptio Odysseae carminis IV episodio quaestiones criticae. Georg, Bonn 1874 (Digitalisat).
- Friedrich Matz: Antike Bildwerke in Rom mit Ausschluß der größeren Sammlungen. 3 Bände. Herausgegeben und fortgeführt von Friedrich von Duhn. Karl W. Hiersemann, Leipzig 1881–1882 (Digitalisat).
- Pompeji, eine hellenistische Stadt in Italien. Teubner, Leipzig 1906. 2. Auflage ebd. 1910, 3. Auflage ebd. 1918.
- Italische Gräberkunde. 2 Bände. Carl Winter, Heidelberg 1924–1939 (Digitalisat).